# Chauffeur de poids lourd
Pour les articles homonymes, voir conducteur et Routier.
« Trucker » redirige ici. Pour le film, voir Trucker (film).
 (juin 2009).
 (juillet 2013).
Si vous disposez d'ouvrages ou d'articles de référence ou si vous connaissez des sites web de qualité traitant du thème abordé ici, merci de compléter l'article en donnant les références utiles à sa vérifiabilité et en les liant à la section « Notes et références ».
Un conducteur de poids lourds, aussi appelé camionneur ou chauffeur routier, et parfois pilote (pour les camions intégrant une intelligence artificielle ou des outils avancés d'assistance au pilotage), est une personne chargé du transport routier réglementé de marchandises par camion. Cette profession est fortement masculine ; elle implique souvent des horaires particuliers de travail, un certain isolement (éloignement de la famille et du domicile), un sommeil compromis et le respect d'exigences réglementaires. La péniblité du travail varie considérablement selon les époques, les pays et les variantes du métier. Les troubles musculosquelettiques sont courants chez les camionneurs, qui sont aussi exposés à des risques cardiovasculaires, de santé mentale, d'isolement social, et de santé sexuelle et santé reproductive accrus. 
Aux États-Unis (où le nombre d'accident de la route est parmi les plus élevés au monde), l'espérance de vie des chauffeurs routiers était encore au début des années 2020 estimée jusqu'à 16 ans inférieure à celle de la population générale.

## Activités
- Conduite d'un véhicule destiné au transport et à la livraison de marchandises.
- Entretien courant de ce véhicule ;
- Peut assurer le chargement et le déchargement des marchandises ;
- Relation courante avec ses clients*.

Selon la distance parcourue (transport local à international), le conducteur peut être amené à s'éloigner de son domicile pour des périodes plus ou moins longues ; ses routines de travail et de vie dépendent alors d'aires de repos et de relais routiers, qui doivent répondre à ses besoins humains fondamentaux alors que ses horaires peuvent être irréguliers et le travail s'effectuer avec plus ou moins d'autonomie. Dans les pays développés et émergents, les services d'alimentation et de repos sont jugés plutôt bons ou corrects, alors que les espaces d'activités physiques, les toilettes et parfois la sécurité ne répondent pas aux attentes ou besoins des routiers. 
Des circulaires internes aux entreprises demandent à leurs conducteurs d'entretenir l'extérieur et l'intérieur (hygiène) de leur camion et de faire une ronde de sécurité avant chaque départ. Le chauffeur est aussi un représentant de l'entreprise aux yeux des clients ; certains chauffeurs, propriétaires de leur camion, mettent un point d'honneur à conserver leur tracteur rutilant.
Les véhicules peuvent être un fourgon tôlé, bâché, une caisse savoyarde (à hauteur réglable), une citerne, une benne, un plateau…

Diverses carrosseries
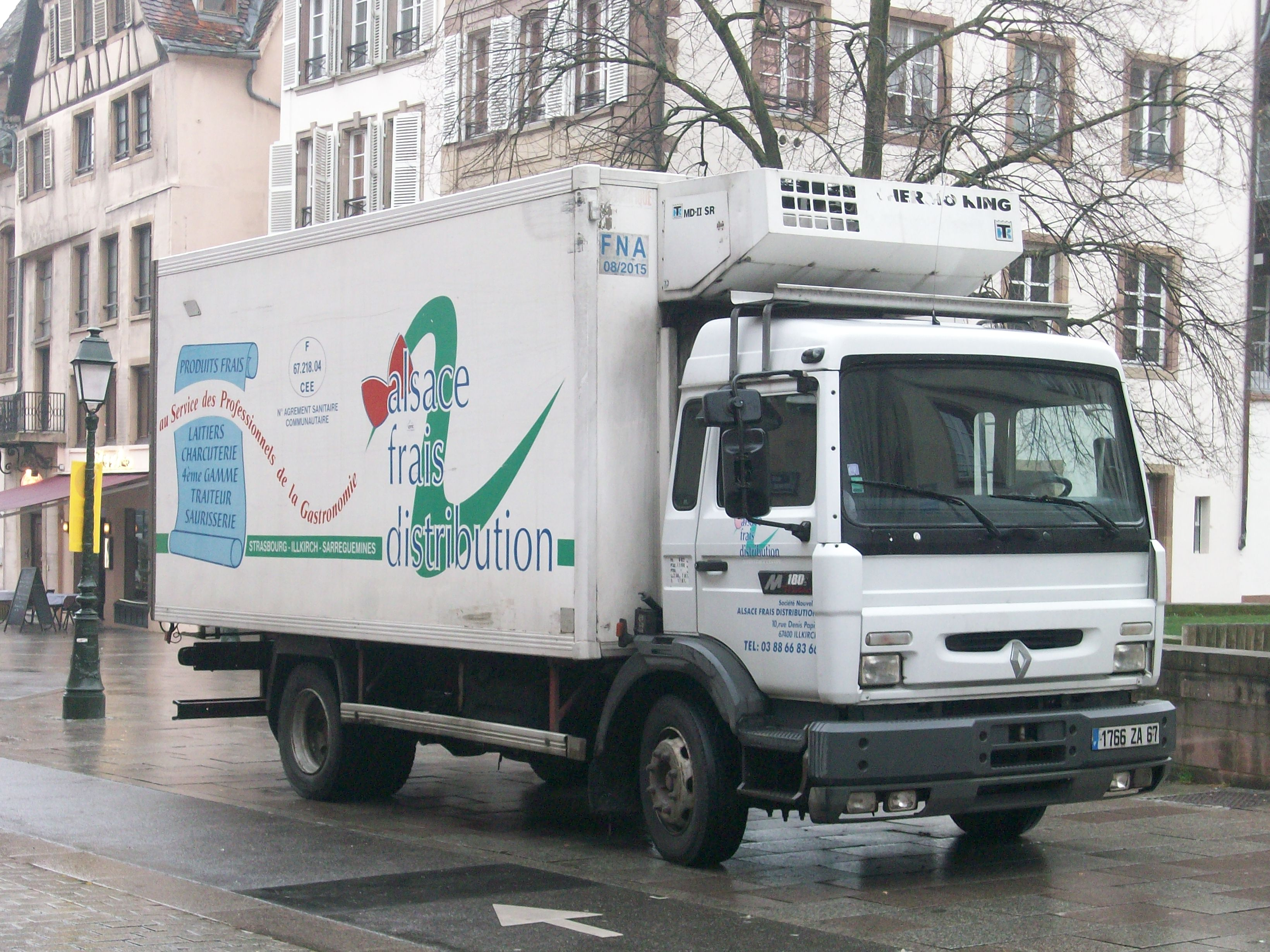
Un porteur type fourgon frigorifique.
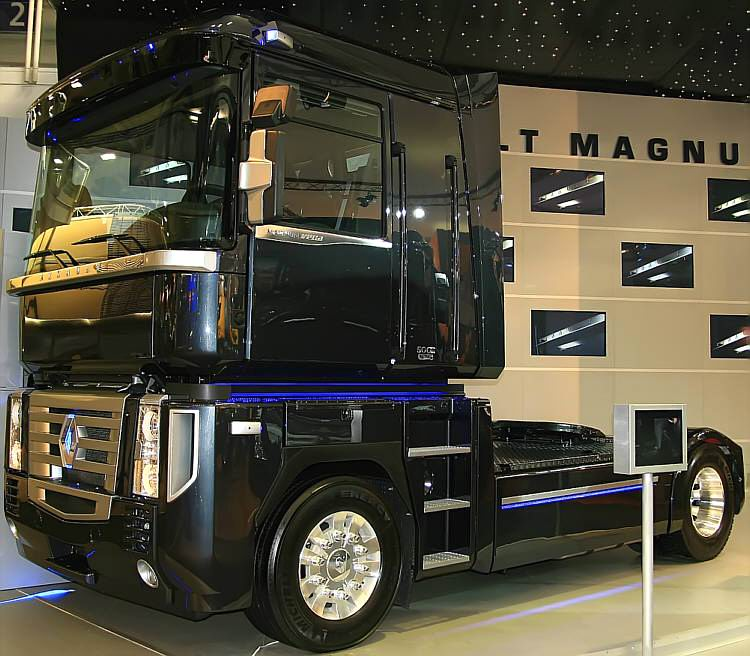
Un tracteur.
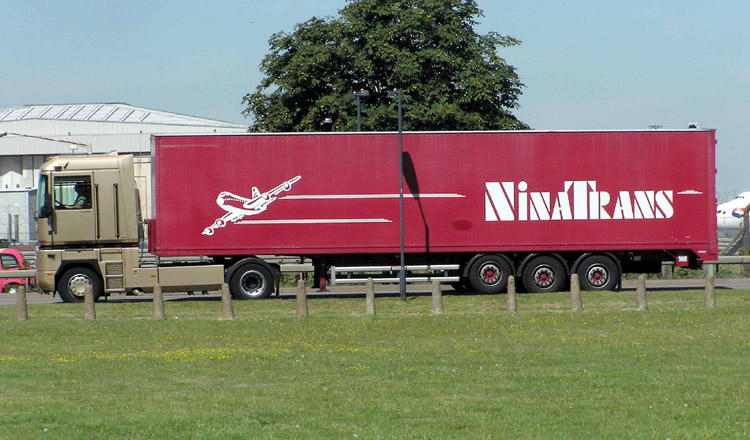
Un tracteur attelé d'une semi-remorque type fourgon.
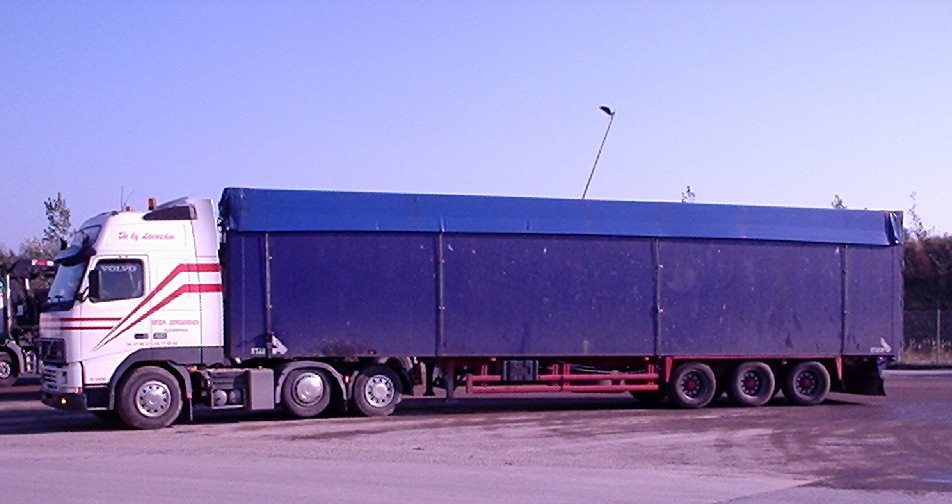
Avec une semi type benne bâchée.
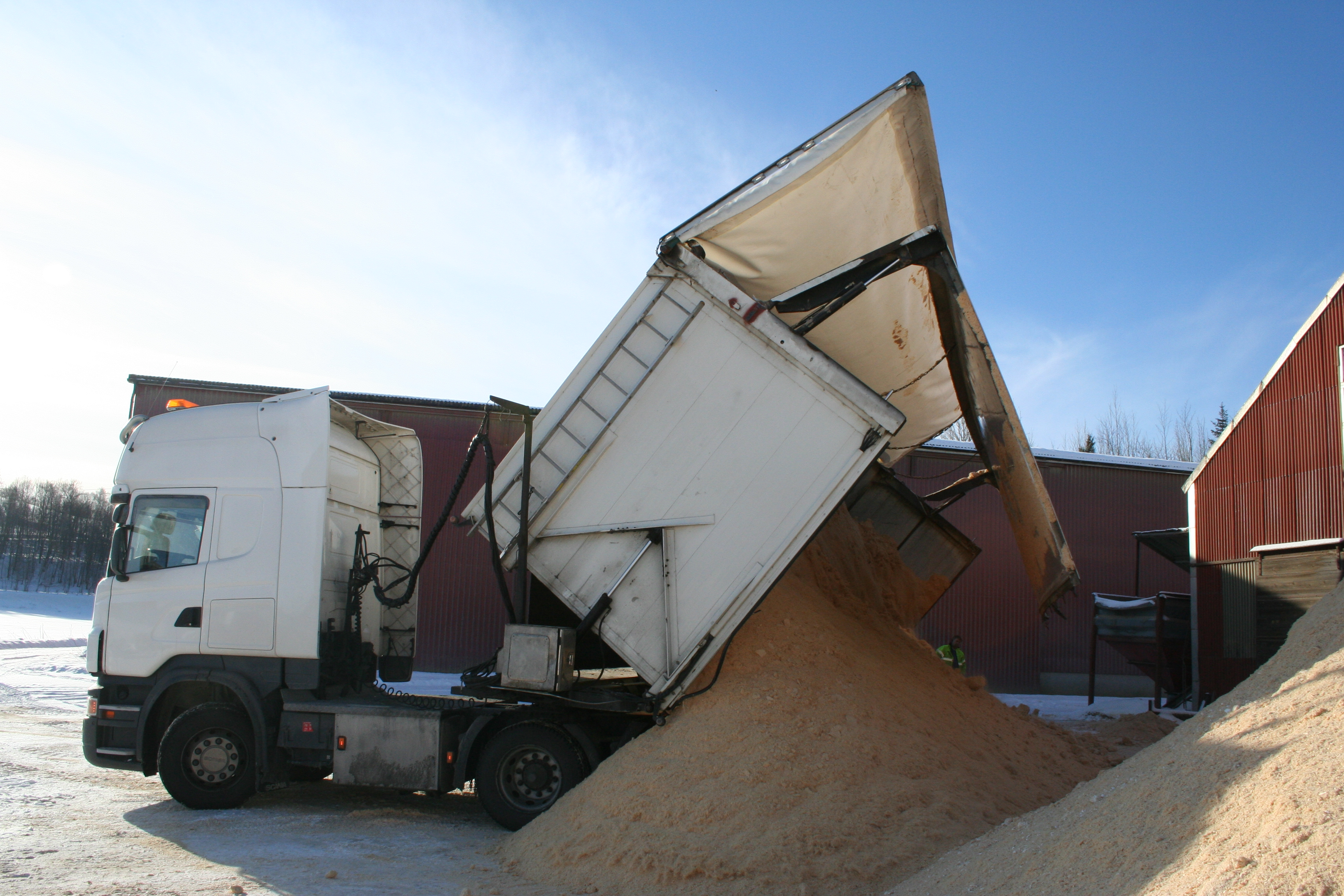
Une benne à déchargement latéral.
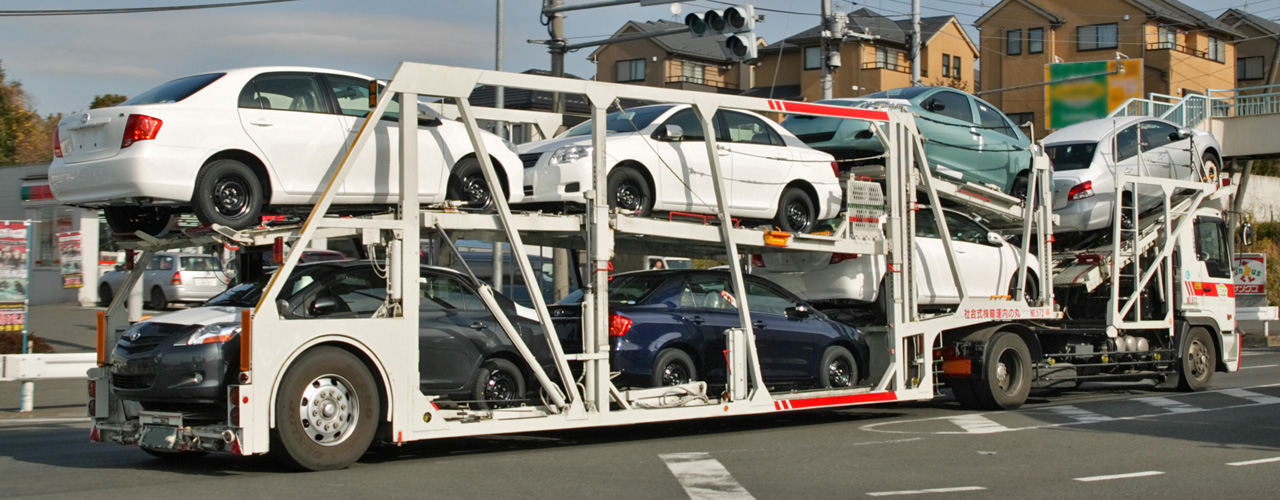
Semi type transport de voiture.

## Réglementation européenne
Une réglementation sociale européenne est établie pour protéger les salariés du transport et encadrer la concurrence entre les pays de l'Union. La RSE concerne tous les salariés, ainsi que les travailleurs indépendants, du transport privé et public, conduisant un véhicule d'un PTAC de plus de 3,5 tonnes.
Néanmoins, cette réglementation sociale n'est pas applicable aux chauffeurs des services publics, médicaux, de sauvetage, d'urgence, de dépannage, de collecte de lait, pas plus qu'aux conducteurs de véhicules passant des tests, de transport de marchandises non commerciales dans un but privé, de matériel de fête foraine ou de cirque. Les véhicules dont la vitesse limite est de 30 km/h ne sont pas non plus concernés.
La réglementation sociale européenne impose les durées maximales de conduite par jour et par semaine, ainsi que les périodes de repos obligatoires. Pour les chauffeurs poids lourds des entreprises de transport routier de marchandises, les durées maximales de temps de service journaliers, hebdomadaires et trimestriels sont fixées par un décret spécifique.
La RSE prévoit aussi la collecte et l'archivage des données légales issues du chronotachygraphe en vue de restitution en cas de contrôle.
Il existe deux types de données légales : le C1B (carte conducteur) et le V1B (données véhicule) ; ces données doivent être collectées tous les 28 jours maximum pour les cartes et 95 jours maximum pour les véhicules.
Le chauffeur dispose d'un chronotachygraphe enregistrant sur un disque ou une carte à puce personnelle ses activités classées en cinq temps distincts : la conduite, les autres tâches (chargement/déchargement, entretien du véhicule…), la disponibilité (période où le chauffeur n'effectue aucune tâche mais n'est pas en repos et est à la disposition de l'entreprise : attente de l'ouverture d'une entreprise, temps de chargement/déchargement effectué par un tiers…), interruption de conduite et repos.

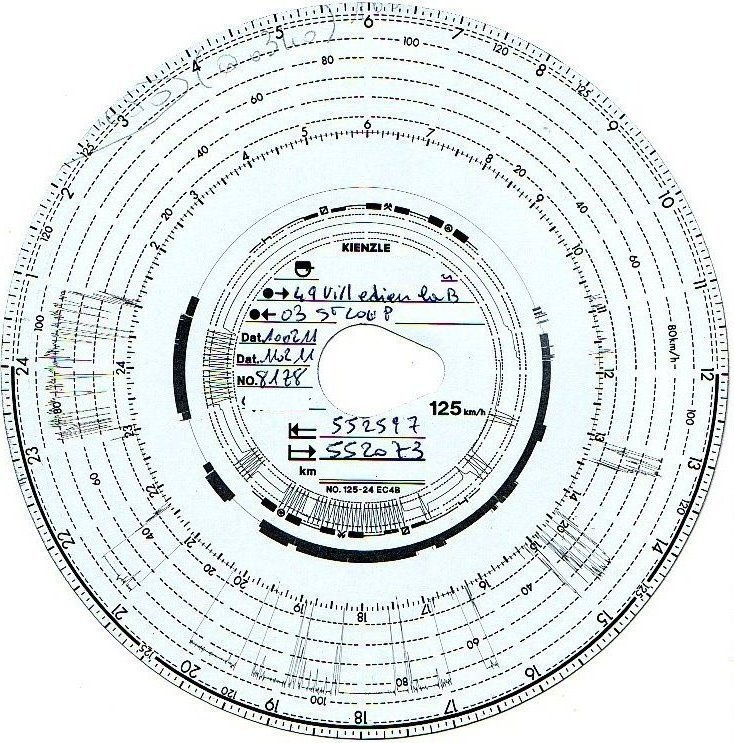
Disque de chronotachygraphe clôturé, bien qu'il manque le total kilométrique.
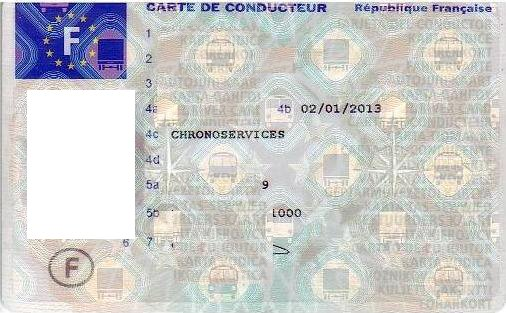
Côté face d'une carte numérique de conducteur français.
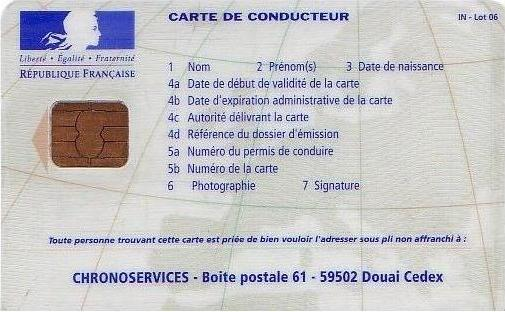
Côté pile d'une carte numérique de conducteur français.

Les temps de conduite sont limités à quatre heures trente consécutives suivies d'une interruption de conduite de 45 minutes au minimum, fractionnable en quinze minutes puis trente minutes (dans cet ordre). La durée journalière de conduite est de neuf heures maximum mais peut-être portée à dix, deux fois par semaine. Sur deux semaines consécutives, ce temps de conduite ne doit pas excéder 90 heures.
La durée légale de repos journalier est fixée à onze heures, non fractionnable. Une dérogation permet d'écourter ce temps à neuf heures, trois fois dans une semaine ; les heures de repos manquantes doivent être récupérées avant la fin de la semaine suivante et additionnées à une période minimum de huit heures au domicile du chauffeur.
Un fractionnement est possible, sous les conditions suivantes : le repos quotidien est de douze heures au total, d'un minimum de huit heures consécutives et ne doit pas être inférieur à une heure.
La « coupure du weekend » doit avoir un minimum de 45 heures consécutives. Ce temps de repos peut être réduit à 36 heures ou 24 heures mais le restant doit être récupéré dans les trois semaines suivantes, en une seule fois, additionné à un arrêt de huit heures minimum.
Le temps de travail effectif (ou « temps de service ») ne peut excéder douze heures en horaire normal ou dix heures horaire de nuit (21 heures à six heures, selon la convention transport).

## Permis de conduire

### France

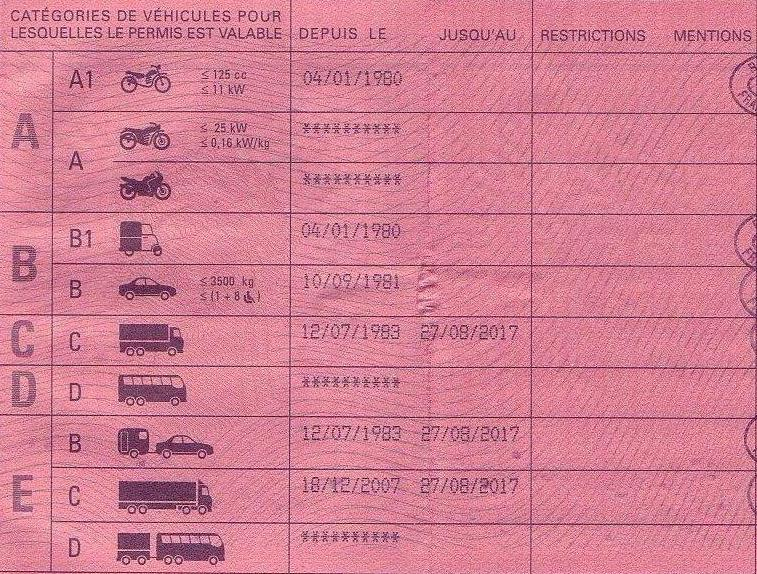
Permis français (2012, partiel), avec les différentes catégories, les dates d'obtention et de validité.

L'obtention de ces permis est limitée aux personnes âgées de 18 ans révolus.
Un bilan médical, par un médecin agréé, est obligatoire. La durée de validité de ces permis de conduire est limitée à 5 ans, renouvelables par visite médicale. L'absence de contrôle médical interdit la conduite des véhicules concernés mais n'annule pas le permis. Si la date est passée, le permis est suspendu jusqu'à la confirmation de l'aptitude du titulaire.
En centre de formation pour adultes :
- titre professionnel (anciennement CFP) de conduite routière sur porteur - filière M 128 ;
- titre professionnel (anciennement CFP) de conduite routière tous véhicules (porteurs et véhicules articulés) - filière M 148.

Dans un établissement scolaire :
- CAP de livreur[8] ;
- CAP de déménageur[9] ;
- CAP de conduite routière[10] ;
- bac pro de conducteur transport routier marchandise (CTRM)[11].

Les FIMO, FCOS, CFP et CAP peuvent aussi être obtenus dans des centres de formation privés (auto-écoles par exemple).

#### PermisC
Le permis C permet la conduite de véhicules isolés (porteurs) de 12 m maximum dont le PTAC est supérieur à 3,5 t, sans excéder 32 t, pouvant tracter une remorque dont le PTAC n'est pas supérieur à 750 kg :
- 2 essieux : 19 t maximum ;
- 3 essieux : 26 t maximum ;
- 4 essieux : 32 t maximum.

#### PermisCE
Le permis CE permet la conduite d'ensembles routiers (ou ensembles attelés) dont le poids de la (ou des) remorque(s) (parfois appelée(s) traîne(s)) est supérieur à 3,5 t. Le poids total de l'ensemble n'excède pas 44 t, ce tonnage n'est plus réservé uniquement aux transports routiers combinés (maritime/route/train), sans pouvoir dépasser 11 t à l'essieu, pour ceux du véhicule tracteur dans le cas d'un tandem (deux essieux moteur), l'essieu le plus chargé des deux ne peut dépasser 11,5 t.
- 4 essieux (tracteur + semi-remorque) : 38 t.
- 5 essieux et plus (idem) : 44 t.

### Québec
Il est nécessaire d'être titulaire du permis de conduire de classe 1 pour conduire un camion semi-remorque.
Avoir trois points ou moins d'inaptitude dans le dossier de conduite, n'avoir subi aucune suspension ou révocation du permis de conduire au cours des deux dernières années à la suite d'une infraction au code de la route pour faire un examen de la route pour obtenir un permis de conduire un véhicule lourd. La classe 1 de la Société de l'assurance automobile du Québec (SAAQ) permet de conduire pratiquement tous les véhicules sauf les motos.
De plus, il peut y avoir les ajouts M (transmission manuelle), F (freins à air comprimé) et T (train routier) ; cette dernière fait l'objet d'une demande spéciale.

## Formations
Le métier et l'entrée en formation nécessitent certaines conditions de santé. 
D'autres formations plus spécialisées existent :
- ADR Matières dangereuses colis (base obligatoire si on souhaite suivre une spécialisation) ;
- ADR Matières dangereuses en citernes ;
- ADR Matières radioactives ;
- ADR Matières explosives ;
- Transport sous température dirigée ;
- Transport de denrées périssables ;
- Transport d'animaux vivants (régie dans l'UE par un règlement européen n° 1/2005 du 22 décembre 2004 pour les transports d'animaux vertébrés vivants à partir de plus de 65 km dans un cadre économique). Le chauffeur doit disposer d'un certificat de Compétence pour le transport d'animaux vivants).
- Conduite rationnelle et économique des véhicules ;
- Conduite en montagne.

Ci-dessus ADR signifie Accord européen relatif au transport international des marchandises Dangereuses par la Route, un accord qui définit les standards concernant le conditionnement, le marquage, la signalétique, et les formations requises pour les transporteurs routiers.

### Belgique
En Belgique, il faut avoir 18 ans et être titulaire du permis B pour accéder au permis C/C1 avec CAP (Certificat d'Aptitude Professionnelle).
Le permis C concerne les véhicules dont la masse maximale autorisée (MMA) excède 3,5t et le permis C1, les véhicules dont la MMA excède 3,5t sans dépasser 7,5t.
Sans CAP l'âge minimum est de 18 ans pour la catégorie C1 et de 21 ans pour la catégorie C.
Le CAP est nécessaire pour le transport de marchandises pour compte de tiers.
La prolongation de l'aptitude professionnelle se fait via des cours de formation continue pour une durée totale de 35 heures dans un centre agréé. Le certificat d'aptitude professionnelle sera alors prolongé pour une durée de 5 ans.
De plus, tout conducteur doit satisfaire à un examen médical (validité maximale de 5 ans)
Les permis C/C1 permettent de tracter une remorque dont la masse maximale autorisée n'excède pas 750 kg.
Tracter une remorque qui dépasse la masse maximale autorisée de 750 kg nécessite alors un permis E.

### États-Unis
Aux États-Unis, un conducteur est limité à 13 heures de temps de travail par jour dont 11 heures de conduite.

### France

#### Formation complémentaires
Pour les non-détenteurs de diplôme professionnel, il faut valider la FIMO, puis la renouveler sous l'appellation FCO tous les cinq ans.

### Québec
Une formation optionnelle, menant au diplôme d'études professionnelles (DÉP) en transport par camion, existe également pour se familiariser davantage avec le métier.
Les amplitudes sont 13 heures maximum de conduite plus 1 heure de travail et 10 heures de repos obligatoire par tranche de 24 heures. 70 heures maximum de travail pour 7 jours consécutifs et 36 heures de repos pour une remise a zéro pour le cycle 1. Il existe également le cycle 2 ou un conducteur peut échelonner 120 heures en 14 jours. Apres 70 heures il doit cependant faire une pause obligatoire de 24 heures. Et par la suite il peut terminer son cycle de 120 heures. Cette pratique est moins courante que le cycle 1 mais est utilisée pour faire des voyages longue durée inter-provinciaux.

## Temps et rythme de travail
Le « Temps de service » (ou « durée de service ») est le temps durant lequel le chauffeur doit respecter les directives données par son entreprise, « sans pouvoir vaquer librement à ses occupations. Il est mesuré à partir de la lecture des « chronotachygraphes ». Il se décompose en temps de conduite, autres temps de travail comme l'entretien, le chargement, le déchargement du camion ou les opérations administratives et temps d'attente ». Il est en France calculé de deux manières :
1. temps hebdomadaire : calculé sur la base des semaines calendaires de 5 jours travaillés ou plus, dites « semaines complètes » ; la part du temps de service hebdomadaire consacré à la conduite est plus importante pour les grands routiers : 74 % contre 60 % pour les conducteurs sur courte distance (qui, eux, passent 39 %, en moyenne, de leur temps de service (soit, en moyenne 17 h 10 par semaine) à d'autres activités que conduire (chargement/déchargement, temps administratif et d'entretien du véhicule, etc.). 
En 2023, en moyenne, un conducteur de poids lourds salarié en France travaillait 45 heures et 36 minutes par une semaine de cinq jours travaillés ou plus, un temps relativement stable depuis 2010, mais en légère diminution (-12 minutes par rapport à 2022, en raison de la baisse d‘activité du transport par camion en 2023)[16].
2. temps journalier :  amplitude de travail journalière, distances quotidiennes : sur l'ensemble des jours travaillés sur un mois. Selon le SDES, en 2023, « En 2023, l'amplitude de service quotidien [temps qui inclut les temps de pause/repos] est en moyenne de 11 h 06 pour les grands routiers (- 7 minutes par rapport à 2022) et de 9 h 51 pour les conducteurs sur courte distance (- 4 minutes). Durant leur service, les grands routiers parcourent en moyenne 449 km par jour (- 6 km par rapport à 2022) tandis que les conducteurs sur courte distance parcourent quotidiennement 301 km (+ 5 km). (...)Les conducteurs grands routiers français ont parcouru en moyenne 449 km par jour, pour une journée de travail moyenne de 11 h 06 min »[16].

Deux types de « rythmes de travail » du conducteurs sont dénommés :
- « grand routier » (ou « longue distance » ou « découchés ») : le conducteur est affecté à des services lui faisant obligation de prendre au moins 6 repos journaliers par mois hors du domicile (décret 2000-69 du Journal officiel du 27 janvier 2000) ; en France, en 2017, selon Eurostat, ces chauffeurs longue distance étaient plus de 0.25 million[17] ;
- « courte distance », où le conducteur n'a pas d'obligation de 6 découchés obligatoires par mois[16].

En France, les temps de repos (en 2023) sont assez proches pour les grands routiers (17,5 jours par mois en moyenne, contre 16,9 jours par mois pour les conducteurs courte distance. Travailler le week-end est rare depuis les restrictions de circulation des poids lourds (du samedi 22 heures au dimanche 22 heures) et l'obligation d'un repos hebdomadaire de 45h consécutives. Chez les grands routiers, le samedi représentait en 2023 2,6 % des jours travaillés dans l'année, et 3,7 % pour les conducteurs courte distance. Rouler le dimanche est un peu moins rare chez les grands routiers (1,6 % des jours travaillés, contre O,8% chez les courte distance. 
Les temps d'activité et de repos ou pause durant la journée varient peu selon la catégorie de conducteurs, mais travailler tard (21 heures à minuit) est plus répandu chez les grands routiers. Travailler de nuit (entre 0 heures et 6 heures du matin) et par contre plus courant chez les conducteurs courte distance. « La vitesse moyenne apparente sur l'année 2023 (distance annuelle/temps de conduite annuel) s'établit à 66,9 km/h pour les grands routiers et à 57,0 km/h pour les conducteurs sur courte distance ». 
En moyenne, le temps d'attente entre chargements et déchargements « oscille depuis plusieurs années autour de 30 minutes par semaine (voir données des séries longues associées à l'article), et sa part reste minime dans le temps de service hebdomadaire ».

## Accidentologie et risques professionnels
Pour ce qui est de la gravité, les principaux risques sont les accidents de la route, aggravés par l'amplitude des horaires de travail et la fatigue (exacerbée sur les axes très fréquentés). 
Les camionneurs doivent être particulièrement prudents, en restant toujours conscients des risques que leur véhicule ou ensemble peut faire courir au public (gabarit et poids, matière transportée…). Ils doivent respecter scrupuleusement la législation, sous peine de sanctions pouvant affecter leur avenir professionnel en cas d'infraction grave. 
De 1992 à 1995, aux Etats-Unis, les conducteurs de camions ont connu un nombre total de décès plus élevé que toute autre profession (12 % de tous les décès liés au travail), et en 2009, ils représentaient 16,8 % des décès liés au transport ; rien qu'en 2016, 475 000 accidents impliquant de gros camions ont été signalés à la police étatsunienne, dont 0,8 % mortels et 22 % ayant entraîné des blessures,. Parmi les accidents mortels cette année là, 11,8 % ont impliqué au moins un gros camion ou un autobus et les dommages matériels ayant impliqué un accidents de camions ou de grand bus ont coûté plusieurs milliards de dollars. Aux Etats-<unis, un conducteur de camions a cinq fois plus de risque de mourir dans un accident lié au travail qu'un travailleur moyen.
De nombreuses études ont montré que la durée et la qualité du sommeil sont négativement affectées par le caractère irrégulier des horaires, par des heures de départ tôt le matin et par des missions stressantes ; dans ces conditions les temps de réaction psychomotrices diminuent, et les pertes d'attention augmentent. Pour limiter les risques induits, des systèmes "intelligents" de détection des signes de somnolence ou de perte de vigilance sont étudiés et testés. Le risque de tuer un tiers est huit fois plus grand que le risque du chauffeur d'un poids lourd (plus de 3,5 t) de se tuer, en France, en 2012.
Un poids lourds est impliqué pour 14,8 personnes tuées en moyenne, par milliard de kilomètres parcourus, ce qui est cinq fois plus élevé que pour un véhicule de tourisme. En France, 486 personnes tuées — 13,3 % du total national — lors d'un accident impliquant un poids lourd, en 2012.
En 2006, un rapport de la Federal Motor Carrier Safety Administration (FMCSA, un service du Département des Transports des États-Unis), écrit pour le Sénat américain, a jugé que « l'action ou l'inaction des conducteurs du camion ou des autres véhicules impliqués étaient des raisons importantes menant aux accidents dans une grande majorité des cas » (erreurs de reconnaissance et de décision le plus souvent en cause, tant pour les chauffeurs routiers que pour les véhicules de tourisme). Les conducteurs de camions étaient moins suceptibles d'erreurs de performance de conduite ou de conduire en étant endormi, malade, incapable,  que les conducteurs de véhicules de tourisme. La fatigue est une cause fréquente pour les deux types de conducteurs, deux fois plus souvent signale par la police pour les conducteurs de véhicules de tourisme, alors que l'excès de vitesse était plus souvent en cause chez les conducteurs de camions. Les problèmes de freins du camion étaient codés dans près de 30 pour cent des accidents, contre 5 pour cent des cas pour les véhicules de tourisme. Des problèmes de chaussée étaient signalés dans 16 % des cas pour les deux types de véhicules, et dans environ 13 % des accidents, c'est une mauvaise météo qui est évoquée comme cause. Dans un quart des cas, c'est un sur-accident, une zone de travaux, un embouteillages aux heures de pointe, etc. qui est en cause.
Selon les statistiques de la police aux États-Unis pour 2021 : près de 6000 chauffeurs de camions ou autobus de grande taille (5 904 chauffeurs précisément, dont 204 conduisait un grand bus) ont été impliqués dans un accident mortel. Après une réduction liée au ralentissement du trafic routier expliqué par la pandémie de Covid-19, ce chiffre correspond à une hausse de 18 % par rapport à 2020. De 2020 à 2021, le nombre de décès associé à ces accidents était néanmoins de 7 % de moins que le pic du XXIe siècle (en l'an 2000). Le nombre d'accidents mortels impliquant de gros autobus et camions « a diminué de 34 % entre 2005 et 2009, suivi d'une augmentation de 52 % entre 2010 et 2021. De 2020 à 2021, le nombre d'accidents mortels impliquant de gros camions ou autobus a augmenté de 17 %. Le nombre d'accidents corporels impliquant de gros camions ou des bus a diminué régulièrement, passant de 102 000 en 2002 à 60 000 en 2009 (soit une baisse de 41 %). De 2009 à 2015, les accidents corporels ont augmenté de 62 % pour atteindre 97 000 (selon les données du GES). De 2016 à 2021, selon les données CRSS de la NHTSA, les accidents corporels impliquant de gros camions et des bus ont augmenté de 6 % (de 112 000 en 2016 à 119 000 en 2021) ». « Le nombre de gros camions impliqués dans des accidents mortels a augmenté de 18 %, passant de 4 821 à 5 700 accidents, et le taux d'implication de gros camions (gros camions impliqués dans des accidents mortels par 100 millions de miles parcourus par de gros camions) a augmenté de 8 %, passant de 1,62 à 1,74 ». Concernant les accidents corporels, le nombre chauffeurs de gros camions impliqués a augmenté de 11 %, passant de 105 000 à 117 000 entre 2020 et 2021. Concernant les accidents n'ayant causé que dommages matériels, ce nombre est passé de 322 000 à 401 000, soit + 25% en un an.
Concernant la pénibilité du travail, surtout dans les pays ou régions où les camions sont anciens et les routes mauvaises, on sait que le corps du chauffeur est exposé à la pollution routière extérieure, et aux gaz et émanations du moteur (même dans la cabine d'un camion récent, les taux de composés organiques volatils (COV) peuvent être relativement élevée dont pour le styrène et le xylène par exemple). 
Le chauffeur, notamment dans les camions anciens, ou quand il roule fenêtre ouverte, est aussi exposé au bruit du moteur et de la route. Les vibrations, les postures et les positions statiques longues sont des facteurs d'inconfort et de troubles musculosquelettiques (maux de dos en particulier), de même que la manutention des marchandises (pour les déménageurs notamment),. Enfin, certaines conditions climatiques (vent, fortes pluies, tempêtes, canicules ou climats chauds et humides peuvent exacerber la fatigue et le stress des chauffeurs. Dans les camions récents divers composants et accessoires de chauffage, ventilation et climatisation (CVC) ont considérablement amélioré le confort de conduite et les conditions thermique de la cabine, tout en économisant l'énergie nécessaire au chauffage.
En matière de santé au travail, le métier expose au manque d'exercice physique. Aux États-Unis ce métier expose à un fort risque d'obésité (associé à un risque accru de perte de vigilance). Une revue récente de la littérature scientifique faite par la médecine du travail anglaise a conclu que ce métier est associée à une sédentarité forcée, à des périodes de travail longues et irrégulières, à des contraintes de temps chroniques, à un manque d'alimentation saine et à un risque cardiométaboliques accru et de syndrome métabolique,, notamment lié au surpoids ou à l'obésité, à l'hypertension, l'hypercholestérolémie, l'hyperglycémie et au tabagisme. Le risque d'isolement social et d'une mauvaise santé mentale est également accru. Une étude canadienne a conclu que « par rapport à la population générale, les chauffeurs de camion étaient plus âgés, moins instruits, avaient des revenus plus faibles, travaillaient plus d'heures et étaient plus susceptibles d'être veufs/séparés/divorcés », avec un risque accru « de maladies cardiovasculaires et d'obésité et plus susceptibles d'être sédentaires, de fumer, de conduire fatigués et de manger malsain », ce qui appelle à des actions visant à améliorer les conditions de travail et habitudes de vie des camionneurs pour réduire les morbidités liées à ce métier, notamment chez les chauffeurs âgés. En France, sur les autoroutes, des chauffeurs interrogés aléatoirement, en 2021, sur des aires de repos d'autoroutes avaient 43,4 ans en moyenne (41,2 % ayant de 40 à 50 ans). La plupart étaient français (70,3 %), mariés (73,8 %) et selon eux sans routine déclarées d'exercice physique actif (66,0 %). 34,2 % ont dit boire 1 à 2 sodas par jour et 33,2 % ont dit boire 3 à 4 sodas par jour. 34,3 % avaient un IMC normal, contre 39,8 % en surpoit et 19,5% obèse et 9,4%  en état d'obésité morbide. L'IMC moyen était de 27,9 kg/m2 .  51,1 % des conducteurs routiers étaient des fumeurs actifs ou actuels. Les conducteurs routiers français étaient néanmoins plus susceptibles d'avoir un IMC normal que les conducteurs étrangers. Les fumeurs étaient plus nombreux à être gros que les non-fumeurs. 
Aux États-Unis (où le nombre d'accident de la route est parmi les plus élevés au monde), l'espérance de vie des chauffeurs routiers est encore dans les années 2020 estimée jusqu'à 16 ans inférieure à celle de la population générale. Cette mortalité est essentiellement due à la mauvaise santé des chauffeurs, liée à nombre de facteurs pourtant dits évitables dont l'obésité et la malbouffe,, qui associés à l'âge sont connus pour être notamment source de risque cardivasculaires et de cancer colorectal. Les camionneurs souffrant de 4 problèmes médicaux concomitants ou plus sont les plus à risques de ce cancer (et de causer un accident de la circulation) ; En 1993, aux USA, selon leurs auto-déclarations dans le cadre d'un sondage : 54 % des chauffeurs fumaient (contre 30 % des hommes blancs américains), 92% ne faisaient pas d'exercice régulièrement, 50% se déclaraient en surpoids (contre 25 % des hommes blancs américains) et 66% disaient ignorer s'ils souffraient d'hypertension artérielle (contre 46 % de la population américaine) ; et 23 % de ces chauffeurs ont dit avoir déjà été testés positifs lors d'une mesure d'alcoolémie, ce qui plaide pour des programmes d'éducation pour la santé et de promotion de la santé chez les routiers (les relais routiers pouvant être un cadre possible pour un tel programme). 
parallèlement à la prévention routière ou dans son cadre, des interventions préventives pourraient réduire la morbidité et la mortalité liées à ce cancer chez les chauffeurs de camions<refCancerColorect2022USA/>.
En outre, comme chez le chauffeur de taxi ou le conducteur de bus ou dans d'autres métiers contraignant à de longues postures assises, chez les chauffeurs masculin, l'« hyperthermie scrotale et testiculaire des chauffeurs » peut être source d'une délétion de la spermatogenèse (deux heures de conduite élevant la température d'environ 2C modifiant la spermatogenèse et exposant donc à une hypofertilité),. 
Par ailleurs, selon une revue d'études publiée en 2024 dans le BMJ (42 études retenues sur 1787 articles identifiés sur le sujet) portant à 45% sur l'Afrique subsaharienne et l'Asie-Pacifique, la prévalence globale du VIH était de 3,86% chez les chauffeurs routiers, montant à 14,34% en en zone subsaharienne, devant l'Asie-Pacifique (2,12%) et l'Europe occidentale, centrale et l'Amérique du Nord (0,17%), soit une charge mondiale moyenne du VIH parmi les chauffeurs "longue distance" de 3,86% (six fois plus que pour la population générale mondiale. Le différentiel est le plus élevé en Afrique subsaharienne où la prévalence du HIV chez ces chauffeurs a été estimée à 14,34% (contre 3% dans la population générale). Les auteurs plaident pour des politiques et interventions de prévention médicale adaptées à ce public. Les chauffeurs conduisant sur de longues distances (ou leur cargaison parfois) peuvent contribuer à disséminer des épidémies, y compris concernant les maladies sexuellement transmissibles (A titre d'exemple, en Inde du sud, une étude a relaté que parmi 263 chauffeurs routiers longue distance ou assistants interrogés d'octobre 1999 à mars 2001 dans une clinique routière, tous se disaient sexuellement actifs, et presque tous hétérosexuel prédominant (99,2 %). 75% ont dit avoir eu des relations sexuelles avec des travailleuses du sexe et 38,7 % étaient porteurs de diverses MST (15,9 % étaient positifs au VIH ; 13,3% au VDRL et à 21,2 % à l'HBsAg. Dans ce contexte, un âge plus élevé, un niveau d'éducation inférieur au niveau primaire, une pratique plus longue du métier de routier, une durée moyenne plus longue de chaque voyage et des antécédents d'ulcère génital étaient des facteurs de risque statistiquement significatifs pour le SIDA
Une recrudescence des vols de marchandises, ou localement des intrusions de migrants dans le camion lors de l'arrêt sur les parkings so observée (peu de parcs surveillés existent en France mais leur nombre est en constante augmentation)[réf. souhaitée].
Les cibistes permettent de communiquer des informations telles que des adresses d'hôtels et de restaurants, l'état des routes (encombrement inhabituel ou coupure d'itinéraire pour cause de travaux ou d'accident…) ainsi que diverses astuces de conduite.

## Rémunération
En Europe, le salariat est le cas le plus fréquent, avec un salaire fixe souvent complété par des primes et des indemnités. Mais dans le monde, le travail à l'heure, à la charge, au kilomètre ou à la pièce (qui peut inclure à la fois un taux de base et une rémunération supplémentaire) sont encore fréquents. Selon les pays ou les cas, un chauffeur d'entreprise effectuant un certain nombre de livraisons « en moins d'un camion » (LTL) par camion-caisse ou semi-remorque conventionnel peut être payé à l'heure, avec un certain montant par kilomètre ; par arrêt (en « dépôt » ou « à quai », en hayon, par le côté, par le toit...) ; ou par pièce livrée, déchargée ou talonnée (c'est-à-dire déplacée à l'arrière de la remorque). 
Aux États-Unis, les chauffeurs de trajets régionaux et locaux sont généralement payés à l'heure. En 2011, selon le Bureau of Labor Statistics (BLS) des États-Unis le salaire horaire moyen des chauffeurs de poids lourds et de camions routiers était ainsi de 21,74 $ par heure, avec un salaire horaire médian de 18,37 $ par heure en 2012,  et compris en 2013 entre  12,21 $ (10 % inférieurs) à 28,66 $ par heure (10 % supérieurs). En mars 2014, pour un chauffeur débutant le salaire se situait entre 11,82 $ et 20,22 $, avec un taux horaire moyen de 15,53 $ Certains emplois (services pétroliers, transport sous vide, transport de vrac sec ou camions à treuil étaient mieux payés (22,00 $ ou plus). Fin 2020, un chauffeur moyen de camion aux États-Unis travaillait en moyenne de 70 à 80 heures par semaine pour 0,28 $ et 0,40 $ par mile.
Le paiement au kilomètre, courant aux États-Unis se base sur un facteur mesurable (la distance), mais prend mal en compte l'effort et le temps nécessaire pour accomplir le travail de chargement/déchargement notamment. Les chauffeurs effectuant des tâches plus complexes sont généralement les mieux payés, gagnant potentiellement plusieurs fois le salaire d'un transporteur de marchandises programmé. La plupart des plus grandes entreprises de transport routier longue distance aux États-Unis paient leurs chauffeurs en fonction des kilomètres courts. Les « kilomètres courts » sont la distance la plus courte absolue entre deux ou plusieurs codes postaux, littéralement une ligne droite tracée sur la carte, une unité qui ne reflète pas les kilomètres réels nécessaires pour récupérer et livrer le fret (en moyenne 10 % inférieurs aux kilomètres réels, et parfois la différence peut atteindre 50 % voire plus en zones de montagne par exemple). Certaines entreprises américaines payent néanmoins leurs chauffeurs en fonction des « miles pratiques » (avec un itinéraire à suivre et un salaire établi sur cette base kilométrique plus "juste", pour attirer et retenir les chauffeurs vétérans. Les « miles de biens ménagers » (HHG), tirés du Household Goods Mileage Guide (alias « miles courts ») ont été la première tentative de normalisation des tarifs américains de fret des transporteurs routiers pour les déménageurs, ou à la demande du ministère de la Défense pour le déplacement des soldats. Rand McNally, avec le précurseur de la National Moving & Storage Association, a publié un premier guide en 1936 qui a connu depuis une vingtaine de versions incluant maintenant environ 140 000 villes, codes postaux ou carrefours autoroutiers. « Aux États-Unis, il y a beaucoup de temps non rémunéré, généralement chez un expéditeur ou un destinataire où le camion est immobilisé en attendant le chargement ou le déchargement. Avant les changements apportés aux heures de travail en 2010, il était courant que 4 à 8 heures s'écoulent pendant cette évolution. La CSA a abordé ce problème et a incorporé des méthodes légales permettant aux chauffeurs et aux entreprises de transport routier de facturer ce temps excessif. Dans la plupart des cas, les temps de chargement/déchargement sont tombés dans un délai de 2 à 4 heures, même si des temps plus longs existent encore ».
La rémunération au pourcentage de la charge est une forme de rémunération courante pour les propriétaires exploitants de camions transportant du fret pour des entreprises spécifiques ; le propriétaire du camion est payé en fonction de la charge, et en fonction des services supplémentaire fournis par l'entreprise (qui peut par exemple prendre à sa charge l'assurance ou fournir la remorque, le carburant ou d'autres services
Plus rarement le chauffeur, alors souvent indépendants ou sous-traitants, peut être payés en pourcentage des revenus générés par la charge transportée, par exemple quand l'entreprise veut motiver le chauffeur à optimiser ses trajets pour maximiser ses revenus, ou dans les cas de transport de marchandises à haute valeur ajoutée (oeuvre d'art, minerai précieux...), sensible ou rapidemnet périssable ou fragile, nécessitant des précautions supplémentaires de la part du chauffeur.
En France, en 2024, le salaire du chauffeur débutant est proche du SMIC, avec des primes (bonus, commissions, prime de nuit s'il travaille entre 21 heures et 6 heures...). Il évolue ensuite avec l'expérience pour atteindre environ 2.516€ brut par mois, et jusqu'à 3.000€ brut pour les plus expérimentés, avec 30 jours de congés payés par an, des heures supplémentaires majorées, et des avantages sociaux. Des salaires plus élevés sont possibles, liés aux responsabilités ou spécialités du chauffeur.

## Perspectives
La perspective d'une restriction de la production de pétrole (et donc de goudron), en raison d'un pic de production et de mesures de protection du climat et de l'environnement, ainsi que la promotion de l'économie circulaire et de ses circuits courts et du locavorisme, l'instauration de taxe poids lourds ou d'écotaxe de même que le développement des véhicules autonomes, sans chauffeur potentiellement, font que le métier de chauffeur de poids lourd semble moins attractif et va probablement changer. On parle de camions roulant aux agrocarburants, aux biocarburants, à l'hydrogène, ou à motorisation électrique.

### Rotation du personnel et démission de chauffeurs
Dans plusieurs pays, au début du XXIe siècle, (par exemple aux États-Unis, où en 2006 l'industrie du transport routier employait 3,4 millions de chauffeurs), un problème chronique de recrutement s'est posé pour le camionnage longue distance : un nombre croissant de chauffeurs arrivent à l'âge de la retraite (mise en retraite des babyboomers en France) et le métier n'attire plus les jeunes, causant une apparente pénurie de chauffeurs (en 2007, il manquait environ 20 000 chauffeurs aux États-Unis et la tendance était à l'aggravation du phénomène). Le lobby des entreprises étatsuniennes de transport routier a alors fait pression sur le Congrès pour abaisser la limite d'âge des chauffeurs, espérant ainsi réduire le déficit de recrutement (il était interdit de transporter du fret d'un État à l'autre avant l'âge de 21 an, âge que le secteur souhaitait abaisser à 18 ans.Aux États-Unis, le taux de rotation du personnel dans ce secteur est extrêmement élevé ; fin 2005 chez l'un des plus grands transporteurs du secteur, il a atteint un record de 136 %  (autrement dit : le transporteur, pour 100 chauffeurs employé sur un an, en perd en moyenne 136 qu'il doit remplacer par de nouvelles embauches dans l'année. En 2019, les entreprises américaines de transport sont toujours confrontées à une pénurie de chauffeurs longue distance formés et disposés à effectuer des trajets dans les conditions qu'on leur impose. En réalité il n'y a pas de pénurie, mais des offres non attractives pour les chauffeurs, selon Le Time du 12 novembre 2021 : fin 2020, le taux de rotation des chauffeurs routiers des flottes américaines dont le chiffre d'affaires annuel est supérieur à 30 millions de dollars était de 92 %. Selon Michael H. Belzer (professeur associé au département d'économie de la Wayne State University, et ancien camioneur grande distance), le métier de camionneur « grande distance » est l'un de ceux qui ont le plus pâti de la dérégulation de ce secteur, aux USA et à échelle internationale. Dans un livre intitulé Sweatshops on Wheels: Winners and Losers in Trucking Deregulation (Ateliers clandestins sur roue : les ganants et les perdants de la dérégulation du marché du transport par camion), bien accueilli par la critique, il dénonce la dégradation des conditions de travail et de salaires de ces chauffeurs et les dangers qui en découlent, soutenant que « le transport routier incarne le côté obscur de la nouvelle économie ». Selon lui, elles sont devenues « si mauvaises et le système de rémunération si injuste que les entreprises de transport longue distance rivalisent avec l'industrie de la restauration rapide » en la matières. La plupart des transporteurs longue distance connaissent un taux de rotation annuel de leurs chauffeurs de 100 % ». Comme l'écrit l'Atlanta Journal-Constitution : « Les cabines des camions à 18 roues sont devenues les ateliers clandestins du nouveau millénaire, certains camionneurs travaillant jusqu'à 95 heures par semaine pour ce qui équivaut à peine au salaire minimum. Sur plus de 1,6 million de chauffeurs de semi-remorques aux États-Unis, environ 800 000 sont « longue distance » ; ce sont souvent les moins expérimentés, et ils doivent parcourent plus de kilomètres que par le passé, tout en gagnant beaucoup moins (40 ans plus tôt, dans la classe ouvrière, les camionneurs américains étaient parmi les mieux payées et formaient un groupe politiquement puissant). En 2016, selon le ministère américain du Travail, un camionneur gagne aux États-Unis en moyenne 40 000 dollars par an, alors qu'en 1980, selon un analyste du secteur, il « gagnait - après ajustement de l'inflation - l'équivalent de plus de 110 000 dollars ».

## Nomenclatures
| CITP   | 8324 Conducteurs de poids lourds et de camions                                                                                  |
| CNTP-S | H711 Conducteurs/conductrices de camions                                                                                        |
| FAP    | J343 Conducteurs routiers |
| INS    | 634 Autres conducteurs de véhicules à moteur (sauf autobus)                                                                     |
| PCS    | 218a Transporteurs indépendants routiers et fluviaux, de 0 à 9 salariés 641a Conducteurs routiers et grands routiers (salariés) |
| ROME   | N4101 Conducteur/conductrice de transport de marchandises (réseau routier)                                                      |

## Métiers apparentés
Routier, chauffeur-livreur, transporteur, artisan transporteur.

## Chauffeurs célèbres
- le chanteur néerlandais Henk Wijngaard a d'abord travaillé comme chauffeur routier, ce qu'il évoque dans sa chanson Met de vlam in de pijp (1978)[76].
- Massata Cissé, seule femme conductrice de poids lourds d'Afrique de l'Ouest.
- Max Meynier conducteur et animateur radio RTL